# Cerritos (California)
Cerritos es una ciudad en el condado de Los Ángeles, California, Estados Unidos, y es una de las varias ciudades que constituyen las llamadas «Ciudades de Entrada» (o Gateway Cities) del Condado Suroriental de Los Ángeles. Fue incorporado el 24 de abril de 1956. La designación metropolitana actual de OMB para Cerritos es «Los Angeles-Long Beach-Santa Ana, CA.» Según el Departamento de Hacienda de California, la población era 55.074 en 2005.

## Educación
El Distrito Escolar Unificado ABC gestiona escuelas públicas.

## Ciudades hermanadas
- Loreto, Baja California Sur, México.
- Banciao, Taiwán, Taiwán.
- Itapetinga, Bahía, Brasil[1]   1. ↑  Sister Cities International